# Iqwinder Gaheer
Iqwinder Gaheer, né le 12 juillet 1993 au Pendjab en Inde, est un avocat et homme politique canadien. Il représente la circonscription de Mississauga—Malton à la Chambre des communes du Canada depuis 2021 sous la bannière du Parti libéral.

## Biographie
Iqwinder Gaheer naît au Pendjab en Inde le 12 juillet 1993.
Candidat du Parti libéral du Canada lors des élections fédérales de 2021, il est élu député à la Chambre des communes du Canada dans la circonscription de Mississauga—Malton. Il est réélu en 2025.